# Farvekodning af elektroniske komponenter
Farvekodning af elektroniske komponenter med tilledninger af metaltråd er standardiseret for resistorer og kondensatorer og formidler værdi eller mulig belastning. Farvekodning af små spoler anvendes også, men er ikke standardiseret. Små dioder kan anvende farvekodningen til at formidle løbenummeret - fx 1N4148 bliver til farverne for "4148". Farvekodningen anvendes også til at mærke en del signalledninger og kabler, specielt til telefoni og digitale bus-kabler for lettere at kunne finde samme leder i den anden ende.
Farvekodningen kan være som ringe (om hele komponenten), streger eller prikker.

## Historisk
Før industri standarder blev etableret, anvendte hver fabrikant sit eget unikke system til farvekodning eller mærkning af deres komponenter.
I 1920'erne, blev RMA resistor color code udviklet af Radio Manufacturers Association (RMA) som en farvekodemærkning af faste resistorer. I 1930 blev den første radiomodtager med RMA color coded resistorer bygget. Over mange tiår, ændrede organisationen navn (RMA, RTMA, RETMA, EIA) således ændredes også navnet på farvekoden. Det sidste navn er EIA color code, men de fire navne variationer findes stadig i bøger, tidsskrifter, kataloger - og andre dokumenter siden 1930.
I 1952 blev farvekoden standardiseret i IEC 62:1952 af International Electrotechnical Commission (IEC) og siden 1963 er den også publiceret som EIA RS-279. Farvekoden var oprindelig kun ment til at blive anvendt til resistorer med fast værdi. Senere blev farvekoden udvidet til også at dække kondensatorer med IEC 62:1968. Farvekoden blev adopteret af mange nationale standarder som fx DIN 40825 (1973), BS 1852 (1974) og IS 8186 (1976). Den aktuelle internationale standard som definerer farvemærkning af resistorer og kondensatorer er IEC 60062:2016 og EN 60062:2016. Som supplement til farvekoden, definerer disse standarder også en bogstav og ciffer kode kaldet RKM code for resistorer og kondensatorer.
Farvebånd blev anvendt, fordi de var lette og billige at male på de små komponenter. Men der er ulemper, specielt for farveblinde mennesker. Hvis en komponent blev overhedet eller blev beskidt blev det umuligt at skelne brun fra rød eller orange. Fremskridt indenfor printning gør det nu muligt og praktisk at skrive tal på små komponenter. SMD-komponenter bliver mærket med en alfanumerisk kode i stedet for farvekodning.

## Farvekodning af resistorer

### For 3 eller 4 båndede resistorer,E6,E12,E24
Det første bånd A er båndet tættest på en af tilledningerne.
```
     +- – - – - – - – - – - – -+
     |AA  BB  CC  DD           |
  ---|AA  BB  CC  DD           |---
     |AA  BB  CC  DD           |
     +- – - – - – - – - – - – -+
```

- bånd A er det 1. betydende ciffer af resistansværdien i ohm.
- bånd B er det 2. betydende ciffer.
- bånd C er decimal multiplikatoren.
- bånd D hvis tilstede, indikerer værdiens tolerancen i procent (ingen farvebånd betyder 20%).

| bånd- farve     | 1. bånd | 2. bånd | 3. bånd decimal- multiplikator | 4. bånd tolerance ± |
| --------------- | ------- | ------- | ------------------------------ | ------------------- |
| udeladt 4. bånd |         |         |                                | 20% (M)             |
| lyserød         |         |         | ×10−3                          |                     |
| sølv            |         |         | ×10−2                          | 10% (K)             |
| guld            |         |         | ×10−1                          | 5% (J)              |
| sort            |         | 0       | ×100                           |                     |
| brun            | 1       | 1       | ×101                           | 1% (F)              |
| rød             | 2       | 2       | ×102                           | 2% (G)              |
| orange          | 3       | 3       | ×103                           |                     |
| gul             | 4       | 4       | ×104                           |                     |
| grøn            | 5       | 5       | ×105                           |                     |
| blå             | 6       | 6       | ×106                           |                     |
| violet          | 7       | 7       | ×107                           |                     |
| grå             | 8       | 8       | ×108                           |                     |
| hvid            | 9       | 9       | ×109                           |                     |

Resistorers resistans bliver målt i ohm, så gul violet rød brun betyder 4700 ohm, 1% tolerance.

### For 5- eller 6-båndede resistorer,E48,E96,E192
```
     +- – - – - – - – - – - – -+
     |AA  BB  CC  DD  EE  FF   |
  ---|AA  BB  CC  DD  EE  FF   |---
     |AA  BB  CC  DD  EE  FF   |
     +- – - – - – - – - – - – -+
```

- bånd A er det 1. betydende ciffer af resistansværdien i ohm.
- bånd B er det 2. betydende ciffer.
- bånd C er det 3. betydende ciffer.
- bånd D er decimal multiplikatoren.
- bånd E indikerer værdiens tolerancen i procent.
- bånd F hvis tilstede, indikerer modstandsværdiens temperaturafhængighed.

For at hjælpe med at kende bånd læseretningen, har nogle resistorfirmaer lavet en farvet prik ved sidste bånd eller gjort det sidste bånd bredere.
Er man det mindste i tvivl bør man tjekke de 3 "første" ringe fra en af enderne op mod E48, E96, E192.
| bånd- farve | 1. bånd | 2. bånd | 3. bånd | 4. bånd decimal- multiplikator | 5. bånd tolerance ± | 6. bånd temperatur- afhængighed ± ppm/K |
| ----------- | ------- | ------- | ------- | ------------------------------ | ------------------- | --------------------------------------- |
| lyserød     |         |         |         | ×10−3                          |                     |                                         |
| sølv        |         |         |         | ×10−2                          | 10% (K)             |                                         |
| guld        |         |         |         | ×10−1                          | 5% (J)              |                                         |
| sort        |         | 0       | 0       | ×100                           |                     | 250 ppm                                 |
| brun        | 1       | 1       | 1       | ×101                           | 1% (F)              | 100 ppm                                 |
| rød         | 2       | 2       | 2       | ×10²                           | 2% (G)              | 50 ppm                                  |
| orange      | 3       | 3       | 3       | ×103                           | 0,05%               | 15 ppm                                  |
| gul         | 4       | 4       | 4       | ×104                           | 0,02%               | 25 ppm                                  |
| grøn        | 5       | 5       | 5       | ×105                           | 0,5% (D)            | 20 ppm                                  |
| blå         | 6       | 6       | 6       | ×106                           | 0,25% (C)           | 10 ppm                                  |
| violet      | 7       | 7       | 7       | ×107                           | 0,1% (B)            | 5 ppm                                   |
| grå         | 8       | 8       | 8       | ×108                           | 0,01% (A)           | 1 ppm                                   |
| hvid        | 9       | 9       | 9       | ×109                           |                     |                                         |

## Anden farvekodningsbrug
Kondensatorers farvekodningsenhedsstørrelse bliver målt i pikofarad (pF), så gul violet rød betyder at den har en kapacitans på 4,7nF (4700pF).
Små dioder kan anvende farvekodningen til at formidle løbenummeret - fx bliver 1N4148 til farverne for "4148", de er i så fald mærket med ringene: gul brun gul grå.

### Farvede prikker på transistorer
Farvede prikker på bipolare transistorer kan have flere betydninger, som ikke er standardiseret - og derfor skal man slå deres betydning op i databladet - typiske betydninger:
- Indikere kollektor tilledningen[13]
- Indikere strømforstærkningsintervallet (beta, Hfe)[14]

## Tal og bogstavmærkning
En alternativ måde at mærke komponenter på, er at skrive cifre og multiplikator sammen. F.eks.:
- en resistor mærket med 472 har en resistans på 4700 ohm.
- en kondensator mærket 104 har en kapacitans på 100nF (100000pF).
- Er kondensatoren mærket 472J har den en kapacitans på 4,7nF +/-5%.[15]